# Кол д'Орнела (Белуно)
Кол д'Орнела (итал. Col d'Ornella) је насеље у Италији у округу Белуно, региону Венето.
Према процени из 2011. у насељу је живело 13 становника. Насеље се налази на надморској висини од 1549 м.